# Czarna Dąbrówka (gmina)
Czarna Dąbrówka – gmina wiejska w województwie pomorskim, w powiecie bytowskim. W latach 1975–1998 gmina położona była w województwie słupskim.
W skład gminy wchodzi 22 sołectw: Bochowo, Czarna Dąbrówka, Jasień, Jerzkowice, Kartkowo, Karwno, Kleszczyniec, Kłosy, Kotuszewo, Kozy, Nożynko, Nożyno, Mikorowo, Mydlita, Otnoga, Rokiciny, Rokitki, Rokity, Unichowo, Wargowo, Podkomorzyce, Bochówko.
Siedziba gminy to Czarna Dąbrówka.

## Miejscowości
| Miejscowości podstawowe i ich integralne części w administracji gminy Czarna Dąbrówka | Miejscowości podstawowe i ich integralne części w administracji gminy Czarna Dąbrówka | Miejscowości podstawowe i ich integralne części w administracji gminy Czarna Dąbrówka | Miejscowości podstawowe i ich integralne części w administracji gminy Czarna Dąbrówka | Miejscowości podstawowe i ich integralne części w administracji gminy Czarna Dąbrówka |
| Nazwa | Rodzaj miejscowości                                                                   | Miejscowość podstawowa                                                                | SIMC                                                                                  | Położenie geograficzne                                                                |
| --- | ------------------------------------------------------------------------------------- | ------------------------------------------------------------------------------------- | ------------------------------------------------------------------------------------- | ------------------------------------------------------------------------------------- |
| Bochowo | wieś                                                                                  |                                                                                       | 0741848                                                                               | 54°21′46″N 17°43′22″E/54,362778 17,722778                                             |
| Bochówko | osada                                                                                 | Bochówko                                                                              | 0741854                                                                               | 54°22′11″N 17°41′59″E/54,369722 17,699722                                             |
| Brzezinka | osada                                                                                 | Osowskie                                                                              | 0742279                                                                               | 54°17′43″N 17°33′53″E/54,295278 17,564722                                             |
| Chojnowo | część wsi                                                                             | Jasień                                                                                | 0741966                                                                               | 54°17′59″N 17°37′58″E/54,299722 17,632778                                             |
| Czarna Dąbrówka | wieś                                                                                  |                                                                                       | 0741860                                                                               | 54°21′24″N 17°33′46″E/54,356667 17,562778                                             |
| Dąbrowa Leśna | część osady                                                                           | Brzezinka                                                                             | 0742285                                                                               | 54°17′33″N 17°34′45″E/54,292500 17,579167                                             |
| Dęby | przysiółek wsi                                                                        | Otnoga                                                                                | 0742300                                                                               | 54°21′20″N 17°37′59″E/54,355556 17,633056                                             |
| Drążkowo | osada                                                                                 | Karwno                                                                                | 0742032                                                                               | 54°24′59″N 17°32′45″E/54,416389 17,545833                                             |
| Dwór Rokicki | część wsi                                                                             | Rokiciny                                                                              | 0742345                                                                               | 54°20′55″N 17°42′41″E/54,348611 17,711389                                             |
| Flisów | osada leśna                                                                           | Karwno                                                                                | 0742049                                                                               | 54°22′27″N 17°30′28″E/54,374167 17,507778                                             |
| Gliśnica | osada                                                                                 | Gliśnica                                                                              | 0741890                                                                               | 54°22′02″N 17°41′09″E/54,367222 17,685833                                             |
| Jasień | wieś                                                                                  |                                                                                       | 0741943                                                                               | 54°17′08″N 17°37′50″E/54,285556 17,630556                                             |
| Jaszewo | osada                                                                                 | Łupawsko                                                                              | 0742180                                                                               | 54°15′11″N 17°34′05″E/54,253056 17,568056                                             |
| Jerzkowice | wieś                                                                                  |                                                                                       | 0742003                                                                               | 54°19′40″N 17°34′52″E/54,327778 17,581111                                             |
| Kartkowo | osada                                                                                 | Unichowo                                                                              | 0742434                                                                               | 54°16′26″N 17°28′30″E/54,273889 17,475000                                             |
| Karwno | wieś                                                                                  |                                                                                       | 0742026                                                                               | 54°23′37″N 17°31′23″E/54,393611 17,523056                                             |
| Kleszczyniec | wieś                                                                                  |                                                                                       | 0742084                                                                               | 54°20′03″N 17°31′27″E/54,334167 17,524167                                             |
| Kłosy | wieś                                                                                  |                                                                                       | 0742109                                                                               | 54°18′57″N 17°37′33″E/54,315833 17,625833                                             |
| Kostroga | osada                                                                                 | Kozy                                                                                  | 0742150                                                                               | 54°22′46″N 17°38′54″E/54,379444 17,648333                                             |
| Kotuszewo | wieś                                                                                  |                                                                                       | 0742121                                                                               | 54°25′15″N 17°39′03″E/54,420833 17,650833                                             |
| Kozin | osada                                                                                 | Kozy                                                                                  | 0742167                                                                               | 54°22′41″N 17°37′37″E/54,378056 17,626944                                             |
| Kozy | wieś                                                                                  |                                                                                       | 0742144                                                                               | 54°23′51″N 17°36′46″E/54,397500 17,612778                                             |
| Lipieniec | osada leśna                                                                           | Łupawsko                                                                              | 0742196                                                                               | 54°16′21″N 17°33′14″E/54,272500 17,553889                                             |
| Łupawsko | wieś                                                                                  |                                                                                       | 0742173                                                                               | 54°16′39″N 17°35′24″E/54,277500 17,590000                                             |
| Mikorowo | wieś                                                                                  |                                                                                       | 0742204                                                                               | 54°25′00″N 17°34′52″E/54,416667 17,581111                                             |
| Mydlita | wieś                                                                                  |                                                                                       | 0742227                                                                               | 54°18′41″N 17°41′09″E/54,311389 17,685833                                             |
| Niklice | część wsi                                                                             | Rokiciny                                                                              | 0742351                                                                               | 54°19′59″N 17°44′09″E/54,333056 17,735833                                             |
| Nowe Karwno | osada                                                                                 | Karwno                                                                                | 0742055                                                                               | 54°24′43″N 17°32′00″E/54,411944 17,533333                                             |
| Nożynko | wieś                                                                                  |                                                                                       | 0742240                                                                               | 54°18′39″N 17°27′22″E/54,310833 17,456111                                             |
| Nożyno | wieś                                                                                  |                                                                                       | 0742256                                                                               | 54°18′55″N 17°29′26″E/54,315278 17,490556                                             |
| Obrowo | osada leśna                                                                           | Jasień                                                                                | 0741989                                                                               | 54°15′47″N 17°35′53″E/54,263056 17,598056                                             |
| Orle | część wsi                                                                             | Jasień                                                                                | 0741972                                                                               | 54°17′28″N 17°36′27″E/54,291111 17,607500                                             |
| Osowskie | wieś                                                                                  |                                                                                       | 0742262                                                                               | 54°18′59″N 17°32′48″E/54,316389 17,546667                                             |
| Osówko | przysiółek wsi                                                                        | Kłosy                                                                                 | 0742115                                                                               | 54°19′27″N 17°39′35″E/54,324167 17,659722                                             |
| Otnoga | wieś                                                                                  |                                                                                       | 0742291                                                                               | 54°20′08″N 17°37′54″E/54,335556 17,631667                                             |
| Owsianka | kolonia                                                                               | Kotuszewo                                                                             | 0742138                                                                               | 54°24′52″N 17°38′16″E/54,414444 17,637778                                             |
| Pałąki | część wsi                                                                             | Rokity                                                                                | 0742411                                                                               | 54°20′08″N 17°39′20″E/54,335556 17,655556                                             |
| Paszkowo | część wsi                                                                             | Rokitki                                                                               | 0742397                                                                               | 54°21′40″N 17°40′44″E/54,361111 17,678889                                             |
| Podkomorki | osada leśna                                                                           | Karwno                                                                                | 0742061                                                                               | 54°22′42″N 17°29′56″E/54,378333 17,498889                                             |
| Podkomorzyce | osada                                                                                 | Podkomorzyce                                                                          | 0742322                                                                               | 54°22′02″N 17°30′36″E/54,367222 17,510000                                             |
| Połupino | przysiółek wsi                                                                        | Kleszczyniec                                                                          | 0742090                                                                               | 54°21′14″N 17°30′29″E/54,353889 17,508056                                             |
| Przybin | osada                                                                                 | Mikorowo                                                                              | 0742210                                                                               | 54°25′25″N 17°33′45″E/54,423611 17,562500                                             |
| Przylaski | osada                                                                                 | Jasień                                                                                | 0741995                                                                               | 54°16′35″N 17°38′38″E/54,276389 17,643889                                             |
| Rokiciny | wieś                                                                                  |                                                                                       | 0742339                                                                               | 54°20′52″N 17°42′43″E/54,347778 17,711944                                             |
| Rokicki Las | część wsi                                                                             | Rokiciny                                                                              | 0742368                                                                               | 54°19′33″N 17°44′06″E/54,325833 17,735000                                             |
| Rokitki | wieś                                                                                  |                                                                                       | 0742380                                                                               | 54°21′22″N 17°40′41″E/54,356111 17,678056                                             |
| Rokity | wieś                                                                                  |                                                                                       | 0742405                                                                               | 54°20′05″N 17°41′04″E/54,334722 17,684444                                             |
| Rudka | przysiółek wsi                                                                        | Mydlita                                                                               | 0742233                                                                               | 54°19′06″N 17°41′52″E/54,318333 17,697778                                             |
| Sieromino | osada                                                                                 | Jerzkowice                                                                            | 0742010                                                                               | 54°18′05″N 17°36′21″E/54,301389 17,605833                                             |
| Skotawsko | osada leśna                                                                           | Unichowo                                                                              | 0742440                                                                               | 54°17′43″N 17°31′00″E/54,295278 17,516667                                             |
| Sobolewo | część wsi                                                                             | Rokiciny                                                                              | 0742374                                                                               | 54°19′42″N 17°43′26″E/54,328333 17,723889                                             |
| Soszyce | wieś                                                                                  |                                                                                       | 0742078                                                                               | 54°24′22″N 17°29′38″E/54,406111 17,493889                                             |
| Święchowo | kolonia                                                                               | Czarna Dąbrówka                                                                       | 0741920                                                                               | 54°22′23″N 17°28′01″E/54,373056 17,466944                                             |
| Unichowo | wieś                                                                                  |                                                                                       | 0742428                                                                               | 54°17′26″N 17°26′50″E/54,290556 17,447222                                             |
| Wargowo | wieś                                                                                  |                                                                                       | 0742457                                                                               | 54°25′32″N 17°31′31″E/54,425556 17,525278                                             |
| Wargówko | kolonia                                                                               | Wargowo                                                                               | 0742463                                                                               | 54°25′21″N 17°30′32″E/54,422500 17,508889                                             |
| Zawiat | przysiółek wsi                                                                        | Otnoga                                                                                | 0742316                                                                               | 54°20′02″N 17°37′14″E/54,333889 17,620556                                             |
| Źródła: Wykaz urzędowych nazw miejscowości i ich części (xls),Dz.U. z 2013 r. poz. 200 oraz Dz.U. z 2015 r. poz. 1636, Zbiory danych państwowego rejestru nazw geograficznych -2025-06-15 |                                                                                       |                                                                                       |                                                                                       |                                                                                       |

Według danych z 31 grudnia 2014 gminę zamieszkiwało 5833 osób.

## Struktura powierzchni
Według danych z roku 2002 gmina Czarna Dąbrówka ma obszar 298,28 km², w tym:
- użytki rolne: 35%
- użytki leśne: 55%

Gmina stanowi 13,6% powierzchni powiatu.

## Demografia

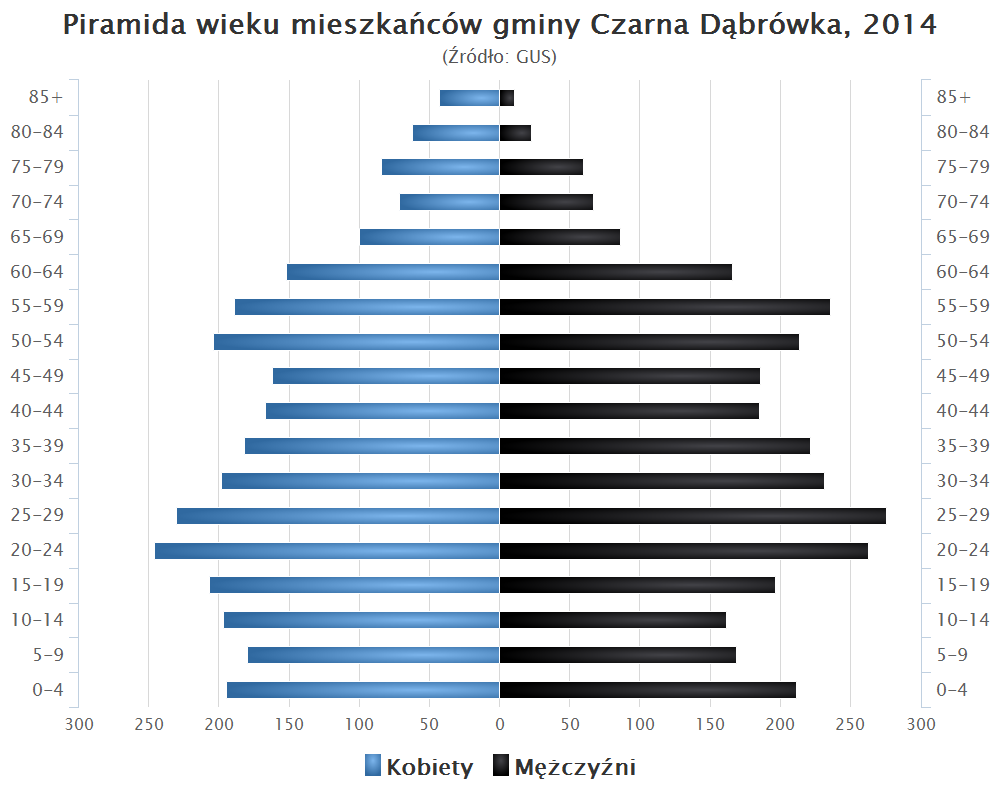
Piramida wieku mieszkańców gminy Czarna Dąbrówka w 2014 roku

Dane z 31 grudnia 2014:
| Opis                              | Ogółem | Ogółem | Kobiety | Kobiety | Mężczyźni | Mężczyźni |
| --------------------------------- | ------ | ------ | ------- | ------- | --------- | --------- |
| Jednostka                         | osób   | %      | osób    | %       | osób      | %         |
| Populacja                         | 5833   | 100    | 2867    | 49,2    | 2966      | 50,8      |
| Gęstość zaludnienia [mieszk./km²] | 19,5   | 19,5   | 9,6     | 9,6     | 9,9       | 9,9       |

## Drogi
Na terenie gminy krzyżują się drogi:
- droga wojewódzka nr 210 (Unichowo – Słupsk)
- droga wojewódzka nr 211 (Żukowo – Nowa Dąbrowa)
- droga wojewódzka nr 212 (Osowo Lęborskie – Kamionka)

## Ochrona przyrody
- Park Krajobrazowy Dolina Słupi

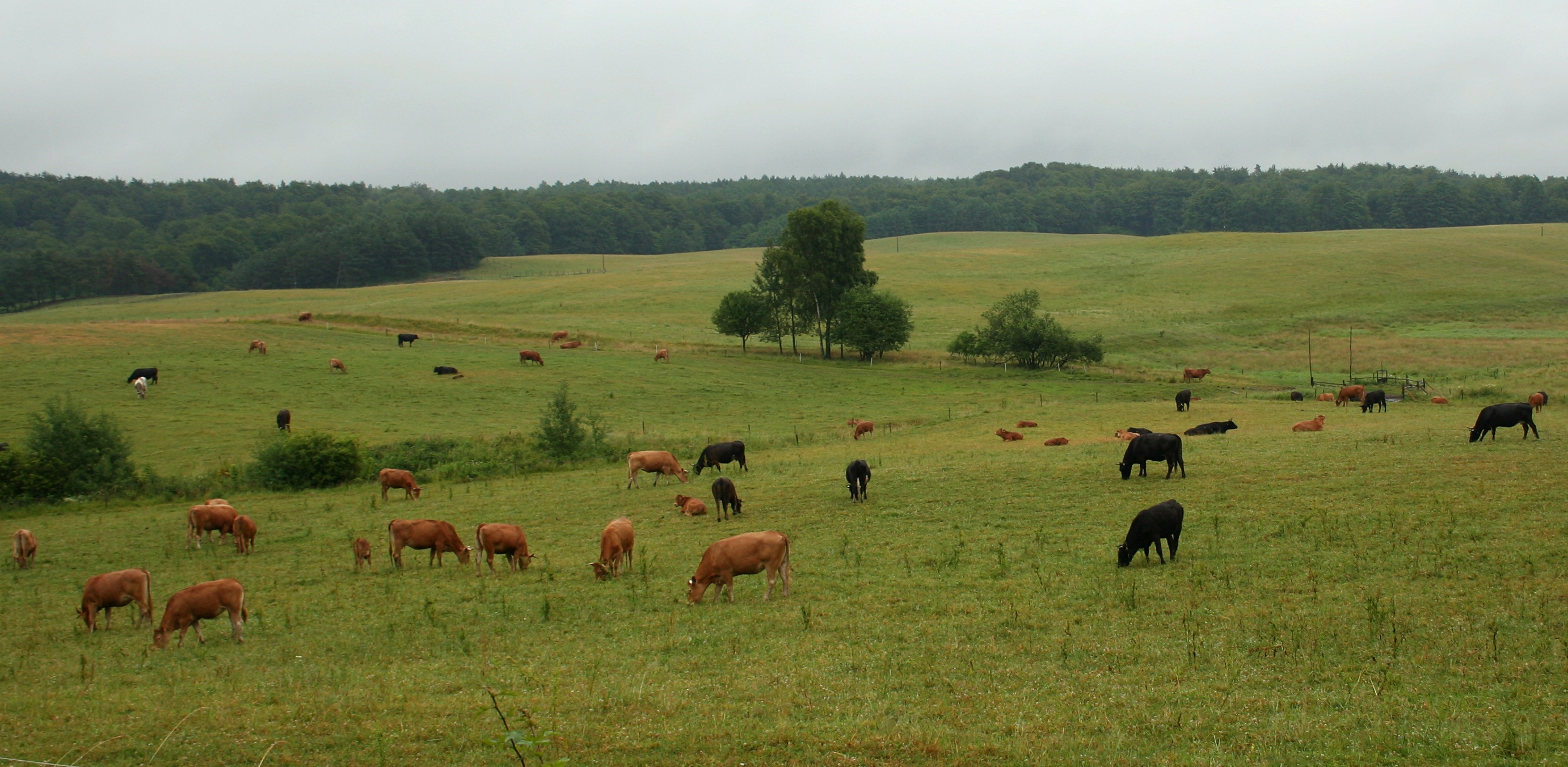
Pastwisko w gminie Czarna Dąbrówka

- Rezerwat przyrody Gniazda Orła Bielika
- Rezerwat przyrody Jeziora Małe i Duże Sitno

## Sąsiednie gminy
Borzytuchom, Bytów, Cewice, Dębnica Kaszubska, Parchowo, Potęgowo, Sierakowice